# Relaciones Palestina-Venezuela
Las Relaciones Palestina-Venezuela son las relaciones bilaterales entre estos dos países.
Bajo el gobierno del presidente Hugo Chávez, las relaciones entre Israel y Venezuela se deterioraron rápidamente mientras Venezuela apoyaba firmemente los derechos del pueblo palestino y condenaba las acciones israelíes, expulsando dos veces al embajador israelí en Venezuela (en 2006 por la guerra del Líbano y en 2009, en respuesta al conflicto de la Franja de Gaza de 2008-2009).
Venezuela reconoció oficialmente al Estado de Palestina y estableció relaciones diplomáticas el 27 de abril de 2009, fortaleciéndose desde entonces en varias temáticas. Hasta mayo de 2015 ambos países habían suscrito 18 acuerdos de cooperación en materia de educación, economía, comercio, energía, agricultura, cultura, turismo, comunicación, deportes, defensa, seguridad y salud.

## Historia
Durante el conflicto en Líbano de 2006, Chávez expulsó al embajador israelí en Venezuela y degradó los acuerdos económicos y militares entre ambos países. También comparó las acciones de Israel con Hitler y los nazis. Durante una visita a Rusia y China en 2006, Chávez pidió que los líderes israelíes sean juzgados en la Corte Penal Internacional. Los discursos de Chávez y los ataques verbales contra Israel le valieron elogios en todo el mundo árabe. Desde entonces Venezuela ha fortalecido sus lazos con Rusia, China e Irán para contrarrestar el apoyo que Israel recibe de Estados Unidos.
Con el conflicto en la Franja de Gaza de 2008-2009, Venezuela cortó todos los lazos diplomáticos con Israel y expulsó al embajador israelí de Caracas. Tras romper las relaciones diplomáticas con Israel en enero de 2009 en protesta por la invasión, el Ministerio del Poder Popular para Relaciones Exteriores anunció en septiembre de 2009 que dependería de España para representar sus intereses en Israel, al mismo tiempo que, los intereses de Israel en Venezuela están representados por Canadá.
El 27 de abril de 2009, Venezuela reconoció oficialmente al Estado de Palestina y estableció relaciones diplomáticas, siendo el primer país del continente americano en hacerlo. En noviembre del mismo año Chávez recibió la primera visita oficial de su homólogo palestino Abás. En septiembre de 2011, Chávez envió una carta al secretario general de la ONU, Ban Ki-Moon, solicitando el reconocimiento de Palestina como Estado «libre, soberano e independiente». El 29 de noviembre de 2012, Venezuela votó a favor de otorgar a Palestina el estatus de miembro observador en las Naciones Unidas. Ese mismo año, durante las elecciones presidenciales de Venezuela, el representante en Ramala, Luis Daniel Hernández Lugo denunció que Israel intentó impedir el voto de 340 venezolanos censados en Palestina, luego de que la compañía de envíos DHL bloquease la entrega de las boletas de votación a la representación diplomática.
El 16 de mayo de 2014, el presidente palestino Mahmud Abás condecoró a su homólogo Nicolás Maduro con la «Estrella de Palestina», la máxima condecoración de dicho estado. A título póstumo, también se le fue entregada a Hugo Chávez.
Durante el conflicto entre la Franja de Gaza e Israel de 2014, el presidente venezolano Maduro dijo en julio de ese año que su gobierno «condena enérgicamente la injusta y desproporcionada respuesta militar del Estado ilegal de Israel contra el heroico pueblo palestino». Al mes siguiente, Venezuela recibió ñiños gazatíes en condición de refugiados temporales y se envió ayuda humanitaria consistente en alimentos no perecederos, medicinas y vestimentas. Posteriormente Maduro promovió la participación de Palestina en los convenios de Petrocaribe y la Alianza Bolivariana para los Pueblos de Nuestra América. En mayo de 2015, el gobierno venezolano elevó el estatus de su representación diplomática en Ramala a embajada.
En septiembre de 2015, el canciller palestino Riyad al-Maliki viajó a Venezuela por segunda vez en ese año. En su visita, se firmaron acuerdos económicos para impulsar la producción de medicamentos, sobre agricultura y avicultura, medio ambiente y reciclaje. Ese mismo año, Venezuela votó a favor de la Resolución 69/320 de la Asamblea General de las Naciones Unidas relativa al izado de la bandera de Palestina en la sede de las Naciones Unidas en Nueva York. En su primera visita, al-Maliki había encabezado la Conferencia de Embajadores Palestinos en las Américas, realizada en Caracas los días 21 y 22 de mayo. En esa visita, el alcalde caraqueño Jorge Rodríguez Gómez le entregó las llaves de la ciudad.
El 17 de mayo de 2016 se inauguró la sede de la embajada palestina en Caracas, con la presencia de la embajadora Linda Sobeh Alí, la ministra de exteriores venezolana Delcy Rodríguez y su homólogo palestino al-Maliki. A lo largo de 2017, la embajada realizará una serie de eventos culturales y gastronómicos, que incluyen bailes, exposiciones, clases de historia palestina, festival de cine y cursos de idioma árabe.

## Inmigración
En Venezuela, hacia 2017, residían unos 14.000 palestinos y descendientes. Los ciudadanos palestinos pueden ingresar a territorio venezolano sin visa.